# Vara de trólei

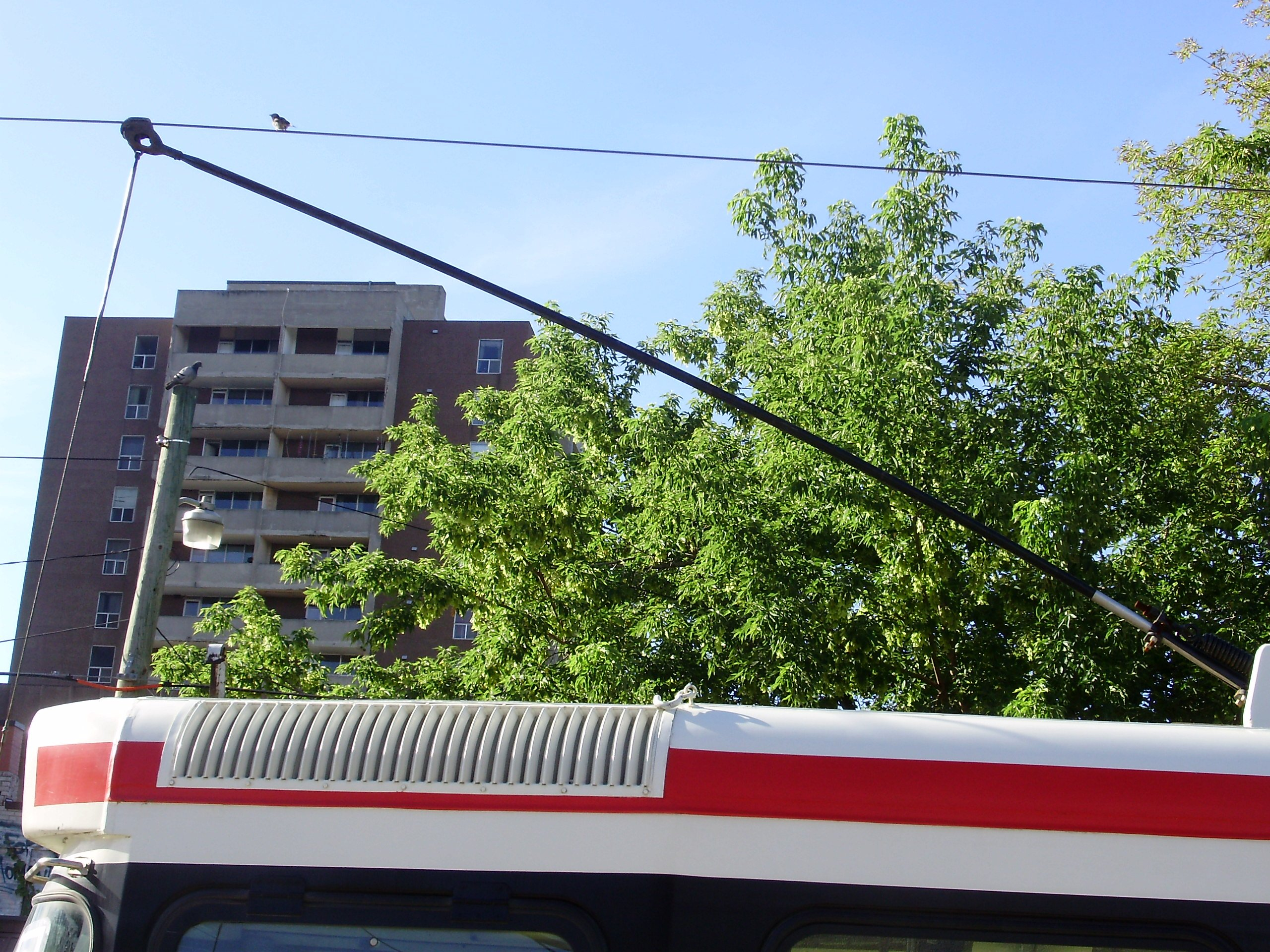
Vara de trólei num elétrico de Toronto, com uma roldana de trólei na ponta.

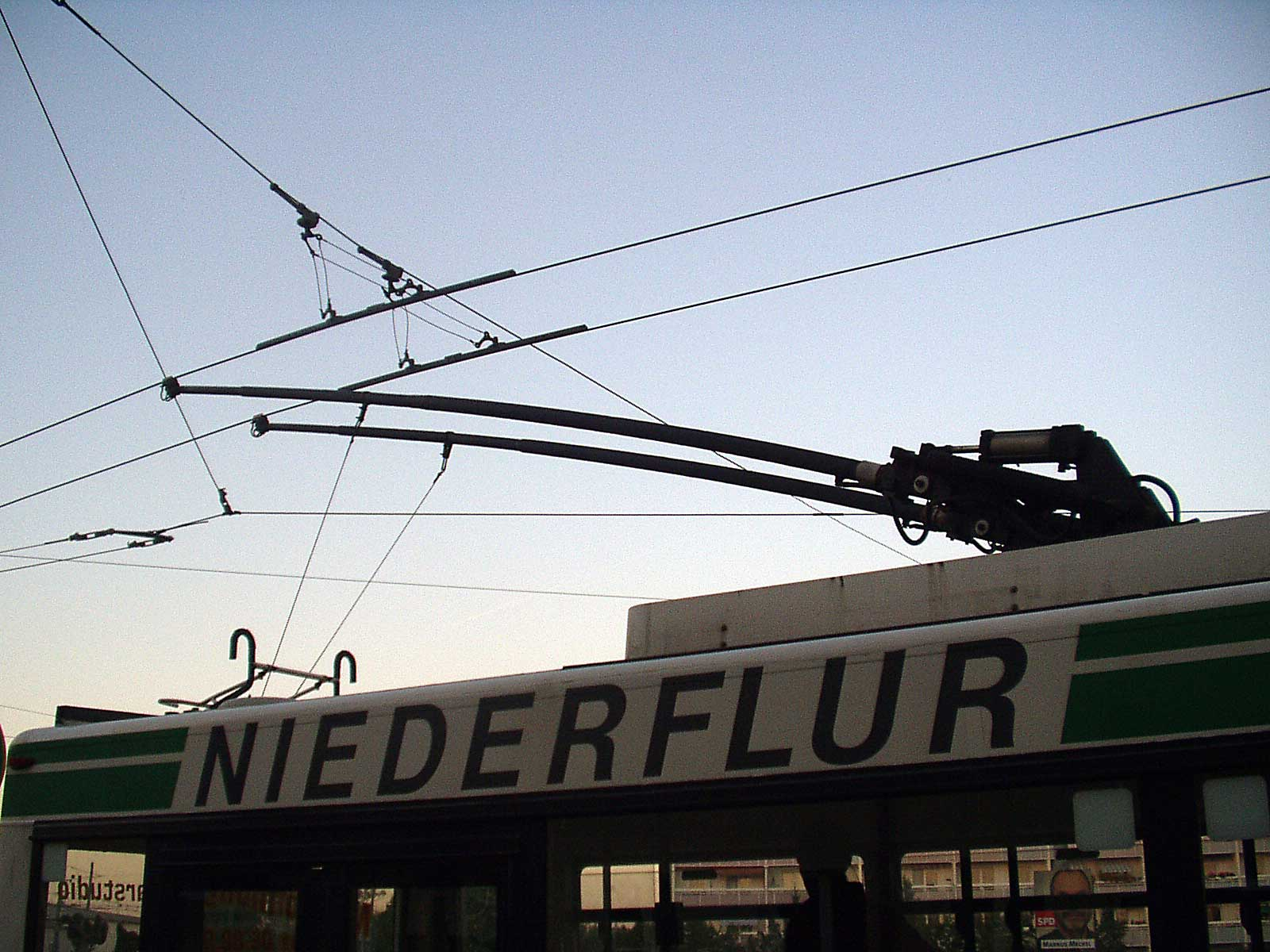
Um troleicarro com um par de varas de trólei no tejadilho

Uma vara de trólei é um poste cilíndrico cónico de madeira ou metal, usado para transferir eletricidade de uma catenária "viva" (eletrificada) para o controlo e para os motores de tração elétrica de um elétrico ou troleicarro. É um tipo de coletor de corrente. O uso de catenárias num sistema de coleta de corrente é considerado uma invenção de Frank J. Sprague em 1880, mas a primeira vara de trólei funcional foi desenvolvida e demonstrada por Charles Van Depoele, no outono de 1885.

## Etimologia

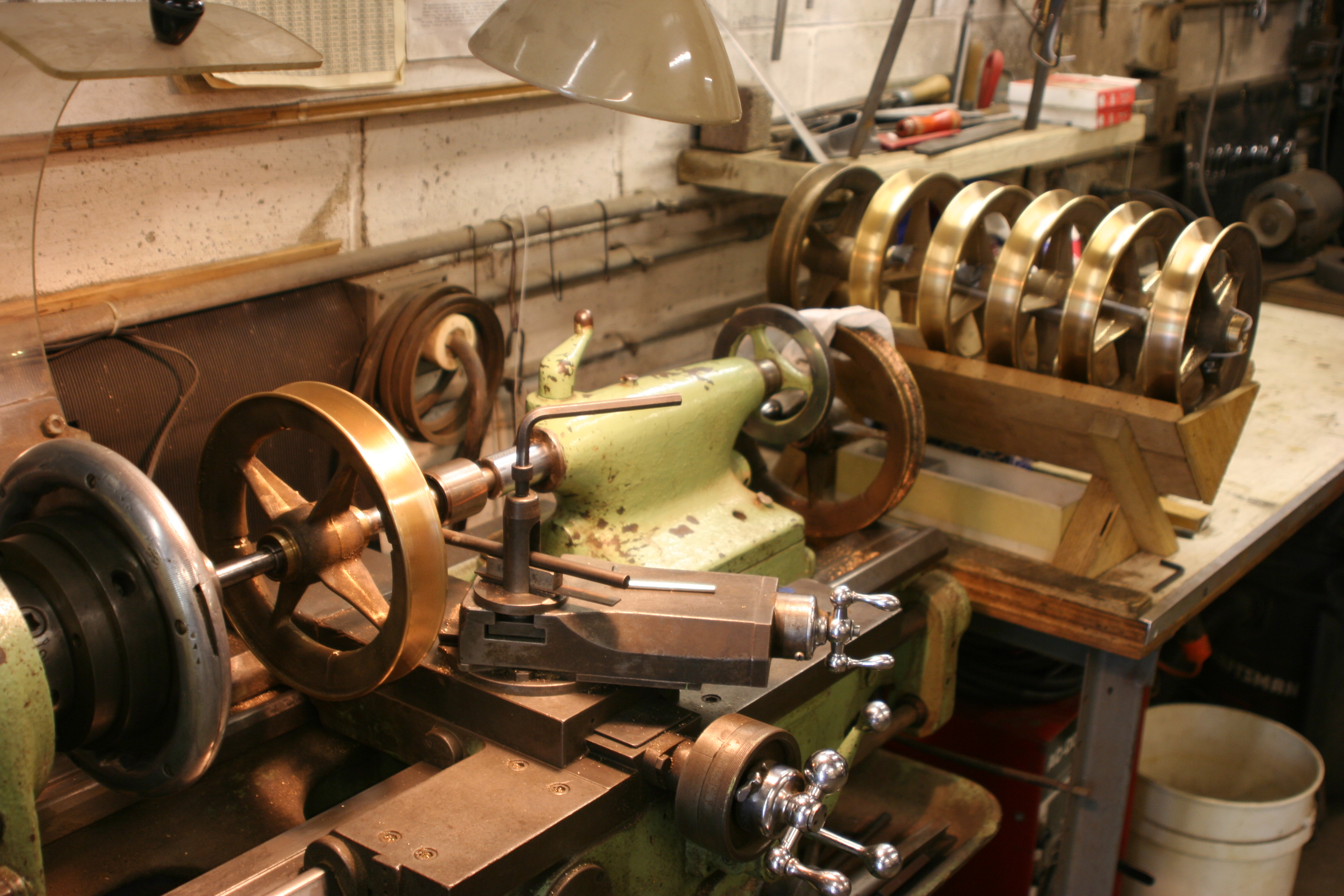
Torneamento de roldanas sobresselentes para varas de trólei.

O termo "trólei", também usado para descrever a vara ou o carro de passageiros que usa a vara de trólei, é derivado da roldana condutora ranhurada presa à extremidade da vara que "trola" a catenária.Um desenvolvimento inicial de um elétrico experimental em Toronto, Ontário, foi construído em 1883, tendo sido desenvolvido por John Joseph Wright. Embora Wright possa ter ajudado na instalação de ferrovias elétricas na Exposição Nacional Canadiana, e possa até ter usado um sistema de varas, não há evidências sobre isso. Da mesma forma, Wright nunca registou ou obteve uma patente.
O crédito pelo desenvolvimento da primeira vara de trólei funcional é dado a Charles Joseph Van Depoele, um engenheiro belga que se mudou para os Estados Unidos em 1869. Van Depoele fez a primeira demonstração pública do dispositivo com mola numa linha temporária de elétrico instalada na Exposição Industrial de Toronto (agora CNE) no outono de 1885. O primeiro elétrico de Depoele era "bruto" e não muito confiável, e ele voltou a usar o sistema troller de coleta de corrente para uma instalação comercial num sistema de elétrico em South Bend, Indiana, inaugurado em 14 de novembro de 1885, e num em Montgomery, Alabama, em abril de 1886. No entanto, dentro de alguns meses, Van Depoele mudou para o sistema de vara de trólei para a operação de Montgomery. Van Depoele e o seu colega inventor Frank J. Sprague estavam "a trabalhar em ideias semelhantes quase ao mesmo tempo", e Sprague empregou a coleta de corrente de vara de trólei num sistema de elétrico elétrico que ele instalou em Richmond, Virgínia, em 1888, também melhorando os designs da roldana de vara de trólei e da vara. Conhecida como Richmond Union Passenger Railway, este sistema de 19 quilómetros foi a primeira linha de elétrico em grande escala do mundo, inaugurada com grande fanfarra em 12 de fevereiro de 1888.

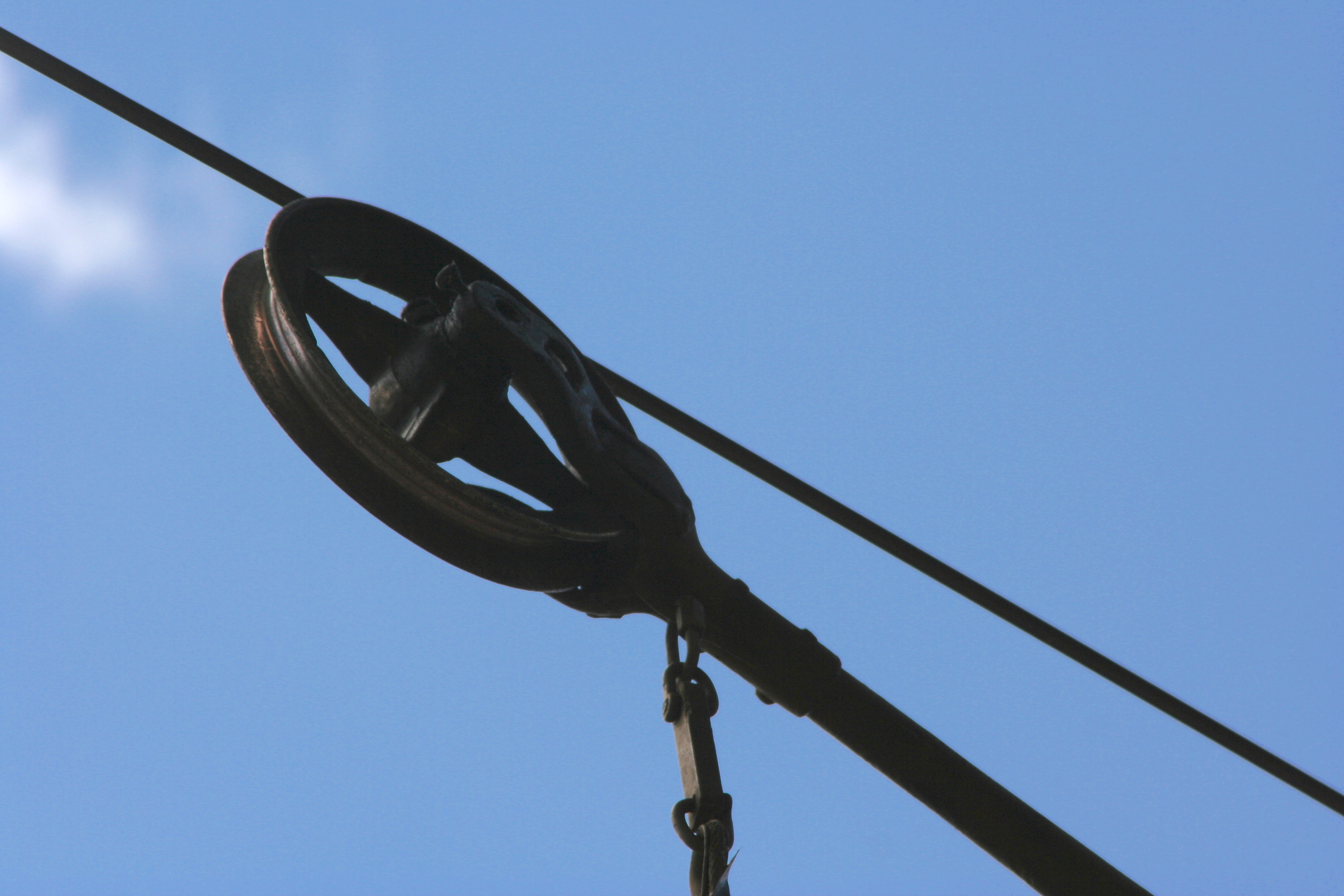
Roldana de vara de trólei na Twin City Rapid Transit Company No. 1300

## Descrição do dispositivo
Uma vara de trólei não está presa à catenária. A vara fica no topo de uma base suspensa no teto do veículo, com molas que fornecem pressão para manter a roldana da vara de trólei ou a sapata em contacto com o fio. Se a vara for de madeira, um cabo leva a corrente elétrica até ao veículo. Uma vara de metal pode usar tal cabo, ou pode ela própria estar eletricamente "viva", exigindo que a base seja isolada da carroçaria do veículo.[carece de fontes?]

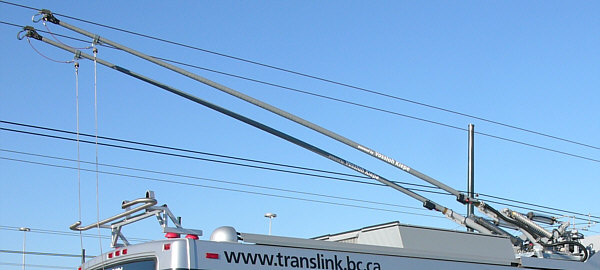
Varas de trólei modernas instalados nos troleicarros de piso baixo de Vancouver.

Em sistemas com elétricos de duas extremidades capazes de circular em ambas as direções, a vara de trólei deve sempre ser puxada para trás do carro e não empurrada, ou é muito provável que haja "desfiação", o que pode causar danos às catenárias. Nos pontos terminais, o maquinista deve girar a vara de trólei para ficar na direção correta, puxando-a do fio com uma corda ou com uma vara e conduzindo-a até a outra extremidade. Em alguns casos são fornecidas duas varas de trólei, uma para cada sentido: neste caso trata-se de levantar uma e baixar a outra. Como o operador podia levantar a vara numa extremidade enquanto o maquinista baixava a outra, isso economizava tempo e era muito mais fácil para o maquinista. Era necessário ter cuidado para levantar primeiro a vara caída, para eliminar os danos causados pelo arco entre a vara e o fio. Nos EUA, o sistema bipolar era o arranjo mais comum em veículos de duas extremidades. No entanto, empurrar a vara (chamado de "back-poling" nos EUA ou "spear-poling" na Austrália) era bastante comum onde os elétricos se moviam em velocidades lentas, como em terminais triangulares (também conhecidos como reversores) e enquanto recuava para os armazéns ferroviários.[carece de fontes?]

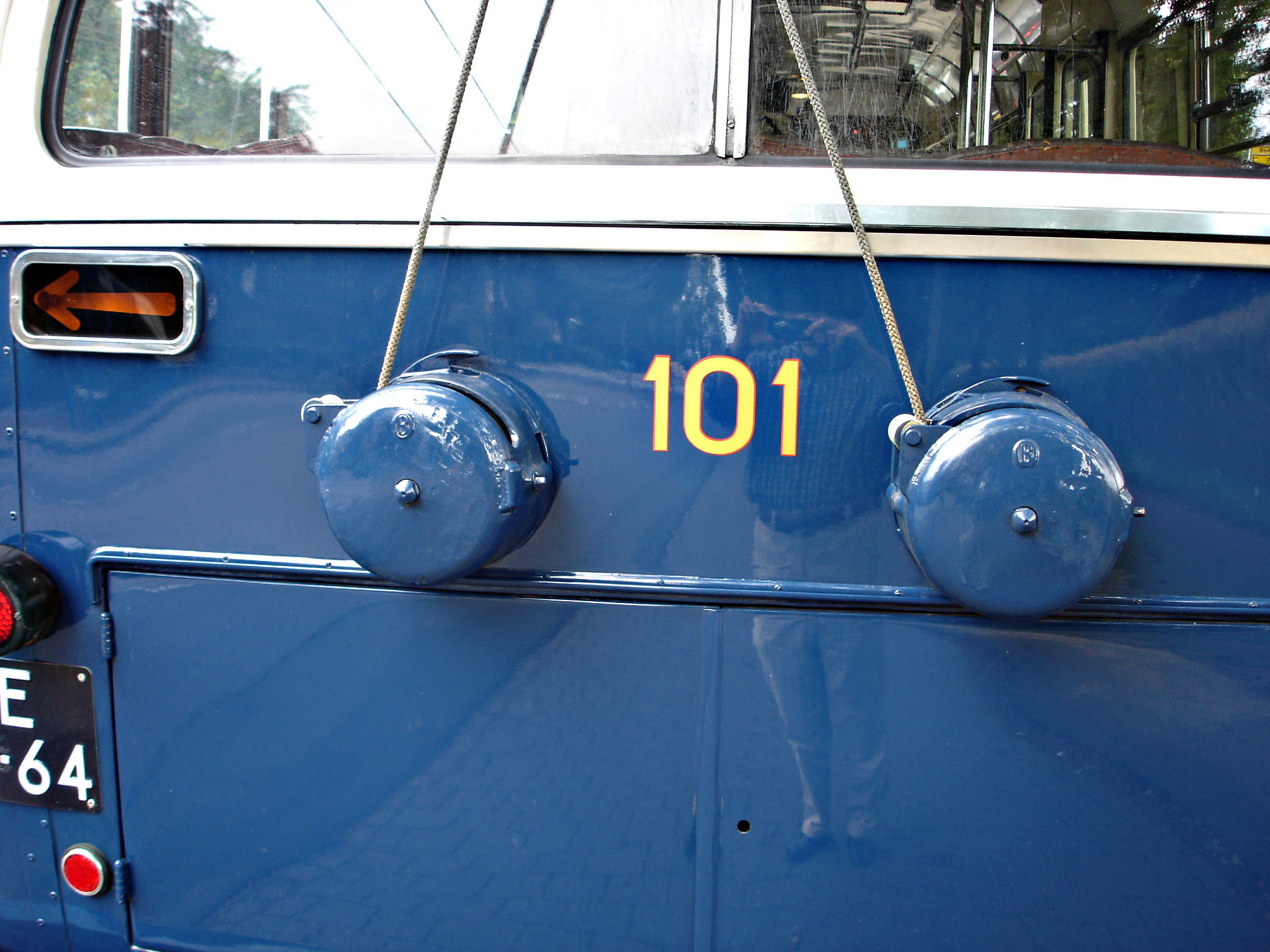
Recuperadores de trólei na traseira de um troleicarro de 1949.

As varas de trólei geralmente são levantadas e abaixadas manualmente por uma corda na parte traseira do veículo. A corda alimenta um mecanismo de carretel de mola, chamado de "apanhador de trólei" ou "recuperador de trólei". O apanhador de trólei contém um detentor, como o de um cinto de segurança de ombro automotivo, que "prende" a corda para evitar que a vara de trólei voe para cima se a vara estiver desfiada. O recuperador de aparência semelhante (ver a foto) adiciona um mecanismo de mola que puxa a vara para baixo se ela sair do fio, afastando-a de todos os acessórios de catenária suspensos. Os coletores são normalmente usados em elétricos que operam em velocidades mais baixas, como numa cidade, enquanto que os recuperadores são usados em linhas suburbanas e interurbanas para limitar os danos à sobrecarga em alta velocidade.[carece de fontes?]
Em alguns sistemas mais antigos, as varas eram levantadas e abaixadas usando uma vara longa com um gancho de metal. Quando disponíveis, poderiam ter sido feitas de bambu devido ao seu comprimento, retidão natural e resistência, combinados com o seu peso relativo e o facto de ser um isolante. Os troleicarros geralmente carregavam uma com o veículo, para uso em caso de desconexão, mas os sistemas de elétrico geralmente colocavam-nas ao longo da rota em locais onde a vara de trólei do elétrico precisaria de ser revertida.[carece de fontes?]
As varas utilizados nos troleicarros são normalmente mais longas do que os utilizados nos elétricos, para permitir que o autocarro aproveite ao máximo o facto de não estar restrito a um trajeto fixo na rua (os carris), proporcionando um certo grau de dirigibilidade lateral, permitindo ao troleicarro embarcar passageiros na calçada.[carece de fontes?]

## Uso de vara única ou dupla
Quando usado um elétrico ou troleicarro (ou seja, um veículo ferroviário), uma única vara de trólei geralmente coleta corrente da catenária, e os carris de aço nos trilhos atuam como retorno elétrico. Para reduzir a corrosão eletrolítica de tubos subterrâneos e estruturas metálicas, a maioria das linhas de elétrico são operadas com o fio positivo em relação aos trilhos. Os troleicarros, por outro lado, devem usar dois pólos de trólei e catenárias duplas, um pólo e fio para a corrente positiva "viva" e outro para o retorno negativo ou neutro. O sistema de elétrico em Havana, Cuba, também utilizou o sistema de fio duplo, assim como o sistema de elétrico de Cincinnati, Ohio.[carece de fontes?]

## Declínio no uso em ferrovias

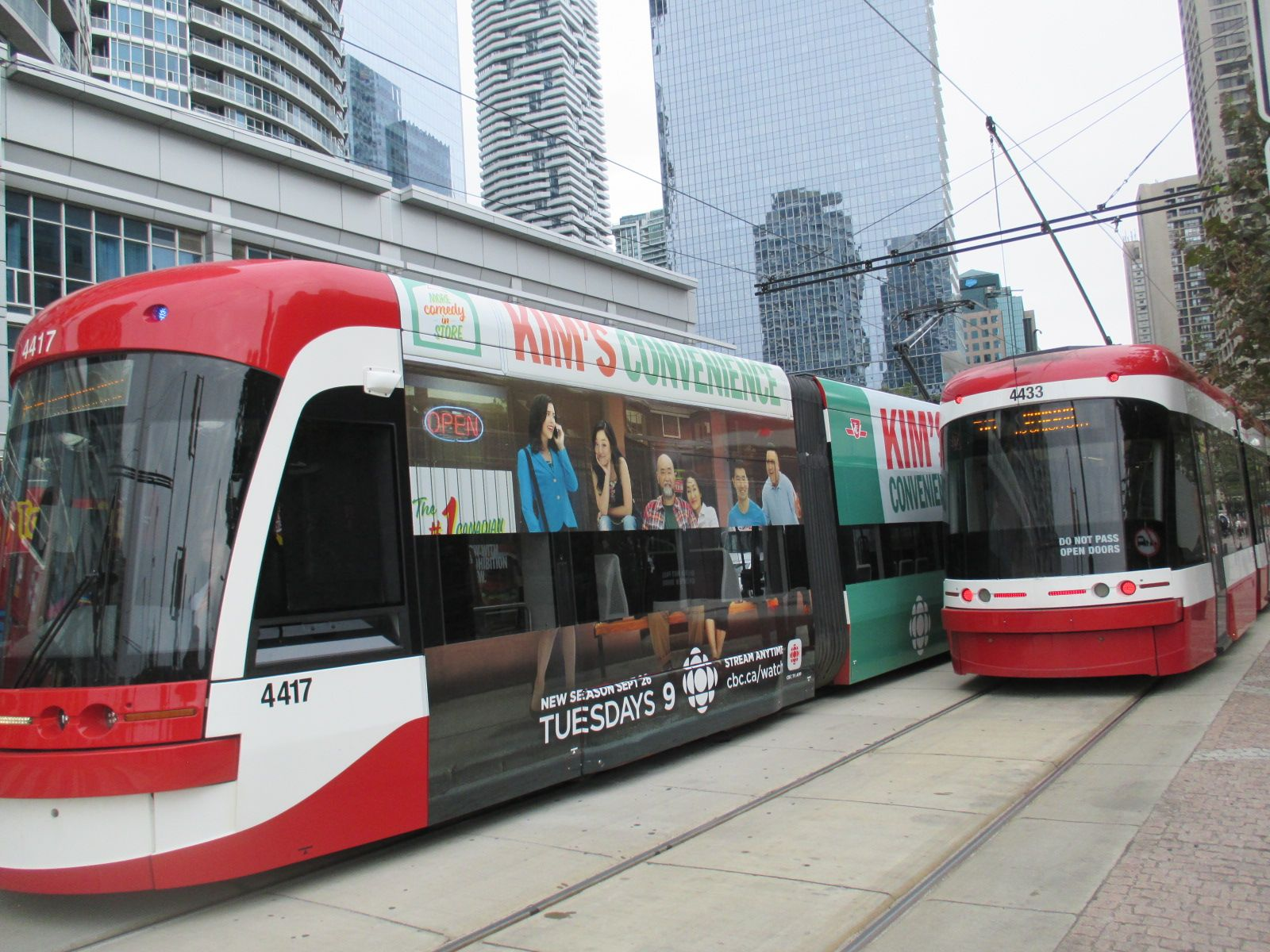
Pantógrafo (à esquerda) e vara de trólei em uso em Queens Quay West, Toronto

Todos os troleicarros usam varas de trólei e, portanto, as varas de trólei permanecem em uso em todo o mundo, onde quer que os troleicarros estejam em operação (cerca de 315 cidades ao ano de 2011), e vários fabricantes continuam a fabricá-los, incluindo a Kiepe, Škoda e Lekov.[carece de fontes?]
No entanto, na maioria dos veículos ferroviários que utilizam catenária, a vara de trólei deu lugar ao coletor de proa ou, mais tarde, ao pantógrafo, um dispositivo metálico dobrável que pressiona uma ampla bandeja de contacto contra a catenária. Embora mais complexo que a vara de trólei, o pantógrafo tem a vantagem de ser quase isento de desfiação, ser mais estável em alta velocidade e ser mais fácil de subir e descer automaticamente. Além disso, em elétricos de duas extremidades, eliminam a necessidade de girar manualmente a vara de trólei ao mudar de direção (embora esta desvantagem possa ser superada até certo ponto através do uso de reversores de trólei). O uso exclusivo de pantógrafos (ou coletores de proa) também elimina a necessidade de jacarés de arame (interruptores na fiação das catenárias) para garantir que a vara vá na direção correta nós ferroviários.[carece de fontes?]
A vara de trólei com uma sapata na ponta é problemática para elétricos modernos mais longos, que consomem mais eletricidade do que os elétricos mais antigos. Em Toronto, a sapata de trólei contém uma inserção de carbono para fornecer contacto elétrico com a catenária e para abaixar a sapata para libertar os ganchos da catenária. As pastilhas de carbono desgastam-se e devem ser substituídas periodicamente. As sapatas dos elétricos modernos Flexity Outlook de Toronto desgastam-se rapidamente em condições de chuva, durando apenas oito horas, em vez do esperado um a dois dias para os elétricos mais antigos, mais curtos. O consumo extra de corrente reduz a vida útil da pastilha de carbono. Uma inserção de carbono desgastada danificaria a catenária, interrompendo o serviço do elétrico.
Além das linhas tradicionais de elétrico, muito poucos sistemas de elétrico em todo o mundo continuam a usar varas de trólei em veículos usados em serviço normal. Entre as maiores exceções estão os sistemas de elétricos de Toronto, Ontário; Filadélfia (linhas "Subway-Surface" e Rota 15); Riga, Letónia (no entanto, os novos elétricos Škoda em Riga têm pantógrafos); Kolkata (antiga Calcutá), Índia; e Alexandria, Egito. Sistemas menores que ainda usam varas de trólei para serviço regular incluem os elétricos de Hong Kong, o sistema Daugavpils, da Letónia, e o elétrico de Santa Teresa, no Rio de Janeiro. O sistema MBTA de Boston ainda usa varas de trólei nos elétricos PCC que usa para servir a linha de alta velocidade Ashmont – Mattapan.[carece de fontes?]

### Compatibilidade com pantógrafos

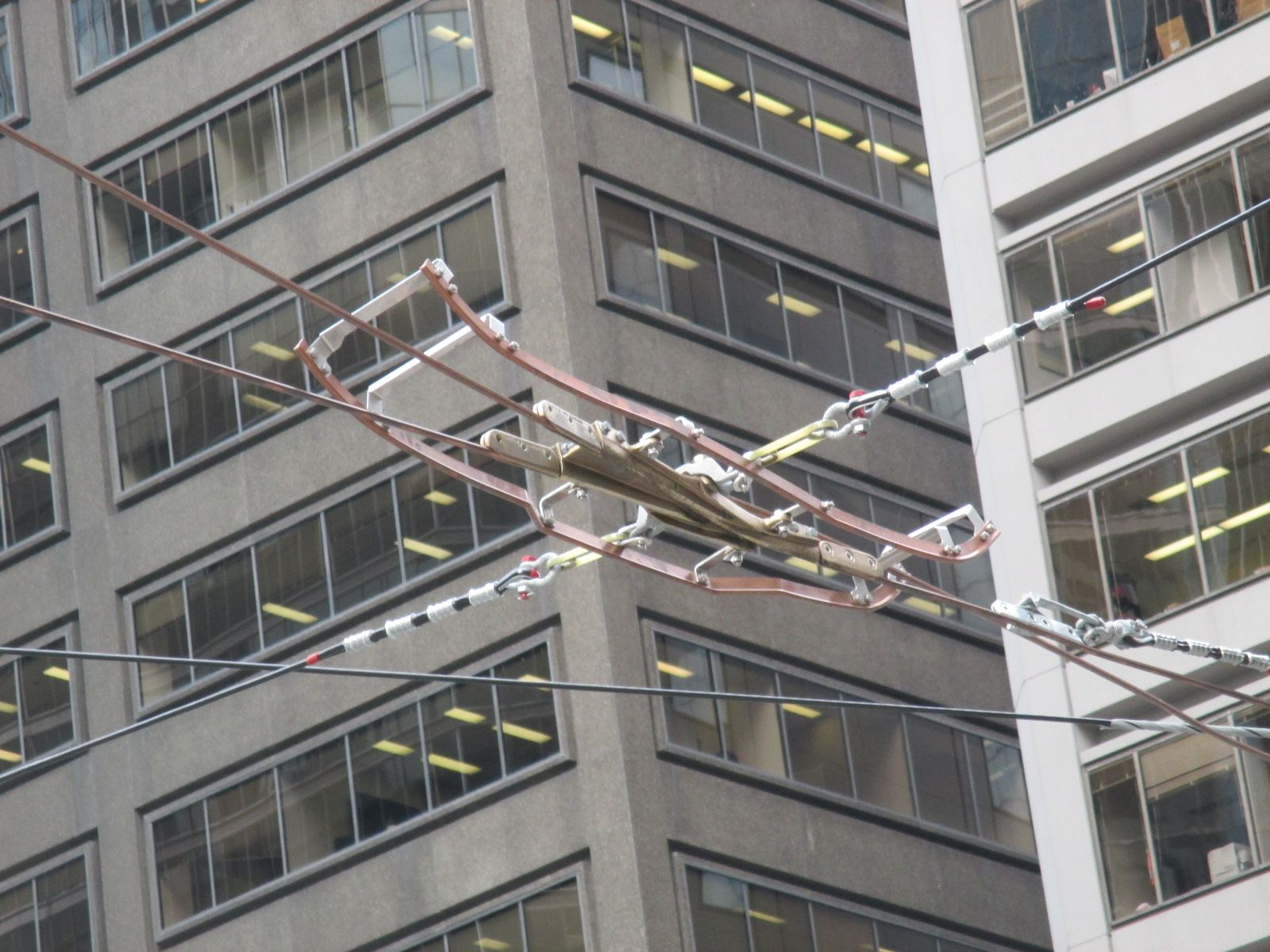
Acima de um interruptor em Toronto: dois corredores para pantógrafos flanqueiam o jacaré da vara de trólei.

Os elétricos ou comboios ligeiros equipados com pantógrafos normalmente não podem operar em linhas com fiação de catenárias projetadas para coleta de varas de trólei. Por esta razão, estes sistemas e alguns outros em todo o mundo mantêm o uso de varas de trólei, mesmo em elétricos novos, a fim de evitar a dificuldade e o custo de modificar longos trechos de catenárias existentes para aceitar pantógrafos.[carece de fontes?]
No entanto, a Comissão de Trânsito de Toronto, com a substituição iminente dos seus antigos CLRV e ALRV por novos carros Flexity Outlook, está a converter a sua fonte de alimentação suspensa para ser compatível com varas de trólei e pantógrafos provisoriamente, já que os CLRV e ALRV usam apenas varas de trólei, enquanto que a frota Flexity está equipada com varas de trólei e pantógrafos. A partir de 12 de setembro de 2017, os elétricos na rota 509 Harbourfront começaram a usar pantógrafos, enquanto que os da rota 510 Spadina continuaram a usar varas de trólei ao longo da mesma secção de carris em Queens Quay West. Em 14 de maio de 2018, 510 Spadina mudou para pantógrafos.
Grandes porções da rede de superfície de São Francisco também são configuradas para lidar com a operação de varas de trólei e pantógrafos, a fim de permitir a compatibilidade tanto com a frota atual de veículos leves sobre carris Muni (apenas pantógrafos), bem como com a frota histórica de elétricos Muni (apenas varas de trólei).[carece de fontes?]

## Referências culturais

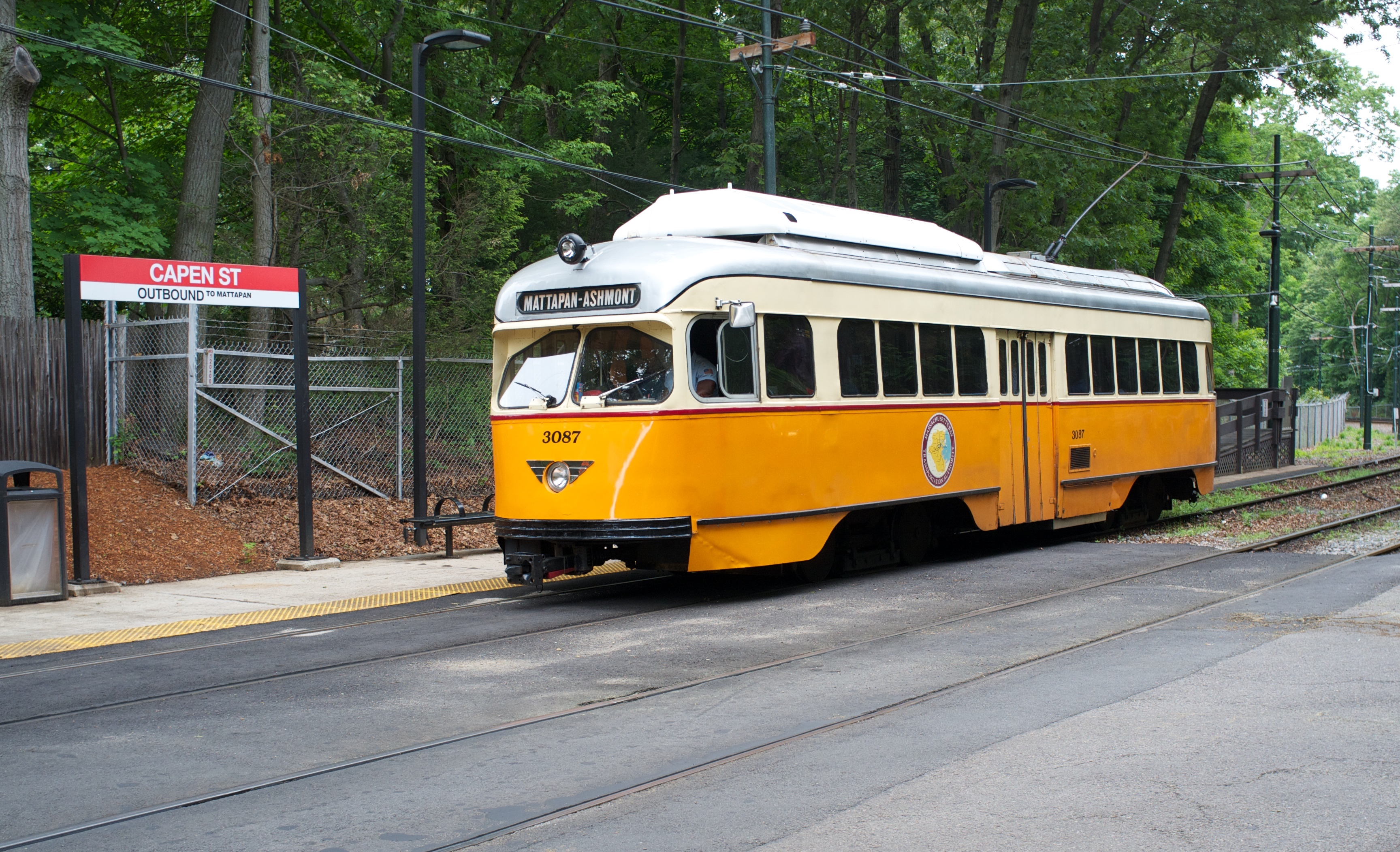
Os elétricos clássicos PCC com varas de trólei ainda são usados em Boston.